# Ross Muir
Ross Muir (Edimburgo, 6 de octubre de 1995) es un jugador de snooker escocés.

## Biografía
Nació en la ciudad escocesa de Edimburgo en 1995. Es jugador profesional de snooker desde 2013. No se ha proclamado campeón de ningún torneo de ranking, y su mayor logro hasta la fecha fue alcanzar los octavos de final en cuatro ocasiones, a saber: los del Snooker Shoot Out de 2017 (cayó ante Anthony Hamilton), los del Masters de Europa de 2018 (3-4 frente a Mark Allen), los del Abierto Británico de 2021 (1-3 contra Ricky Walden) y los del Abierto de Inglaterra de 2021 (1-4 contra Judd Trump). Sí ha logrado tejer una tacada máxima, que llegó en un partido de las rondas clasificatorias del Masters de Alemania de 2017 que le enfrentaba con Itaro Santos.